# Gnaphalieae
Gnaphalieae es una tribu de plantas con flores de la subfamilia Asteroideae dentro de la familia Asteraceae. La constituye unas 1240 especies repartidas en 187 géneros.
Sus especies están distribuidas prácticamente en el mundo entero, con unos 'centros de concentración' en África del Sur y Australia. La tribu está mucho más diversificada y representada el hemisferio sur que en el norte.
Está estrechamente relacionada con las tribus Anthemideae, Astereae, y Calenduleae.
Las clasificaciones clásicas de la tribu en subtribus no están respaldadas por los estudios moleculares recientes.

## Géneros
- Acanthocladium
- Achyrocline
- Acomis
- Actinobole
- Aliella
- Ammobium
- Amphiglossa
- Anaphalioides
- Anaphalis
- Anaxeton
- Anderbergia
- Anemocarpa
- Angianthus
- Anisothrix
- Antennaria
- Apalochlamys
- Argentipallium
- Argyroglottis
- Argyrotegium
- Arrowsmithia
- Asteridea
- Athrixia
- Basedowia
- Bellida
- Blennospora
- Bombycilaena
- Bracteantha
- Bryomorphe
- Callilepis
- Calocephalus
- Calomeria
- Cassinia
- Cephalipterum
- Cephalosorus
- Chionolaena
- Chondropyxis
- Chryselium
- Chrysocephalum
- Chthonocephalus
- Craspedia
- Cratystylis
- Decazesia
- Dielitzia
- Disparago
- Dithyrostegia
- Dolichothrix
- Edmondia
- Elytropappus
- Epaltes
- Eriochlamys
- Erymophyllum
- Euchiton
- Evax
- Ewartia
- Feldstonia
- Filago
- Fitzwillia
- Gamochaeta
- Gilberta
- Gilruthia
- Gnaphalium
- Gnephosis
- Gratwickia
- Haeckeria
- Haegiela
- Haptotrichion
- Helichrysum
- Hesperevax
- Hyalochlamys
- Hyalosperma
- Ifloga
- Ixiolaena
- Ixodia
- Lachnospermum
- Langebergia
- Lasiopogon
- Lawrencella
- Lemooria
- Leontopodium
- Leptorhynchos
- Leucochrysum
- Leucogenes
- Leucophyta
- Leysera
- Logfia
- Loricaria
- Lucilia
- Metalasia
- Micropus
- Millotia
- Myriocephalus
- Neotysonia
- Odixia
- Oedera
- Oreoleysera
- Ozothamnus
- Parantennaria
- Pentatrichia
- Petalacte
- Phaenocoma
- Phagnalon
- Plecostachys
- Pleuropappus
- Podolepis
- Podotheca
- Pogonolepis
- Polycalymma
- Pseudognaphalium
- Psilocarphus
- Pterochaeta
- Pterygopappus
- Pycnosorus
- Quinetia
- Quinqueremulus
- Rachelia
- Raoulia
- Relhania
- Rhodanthe
- Rhynchopsidium
- Rosenia
- Rutidosis
- Schoenia
- Scyphocoronis
- Seriphium
- Siloxerus
- Sinoleontopodium
- Sondottia
- Stoebe
- Stuartina
- Syncarpha
- Taplinia
- Tenrhynea
- Thiseltonia
- Tietkensia
- Toxanthes
- Trichanthodium
- Trichogyne
- Triptilodiscus
- Troglophyton
- Vellereophyton
- Waitzia
- Xerochrysum[1][4]